# Sân bay quốc tế St. Catherine
Sân bay quốc tế St. Catherine (IATA: SKV, ICAO: HESC) là một sân bay ở St. Catherine (hay St. Katherine), một thành phố ở South Sinai Governorate của Ai Cập. Sân bay này nằm ở tây bắc thành phố, gần núi Sinai ở bán đảo Sinai.